# Tryphé

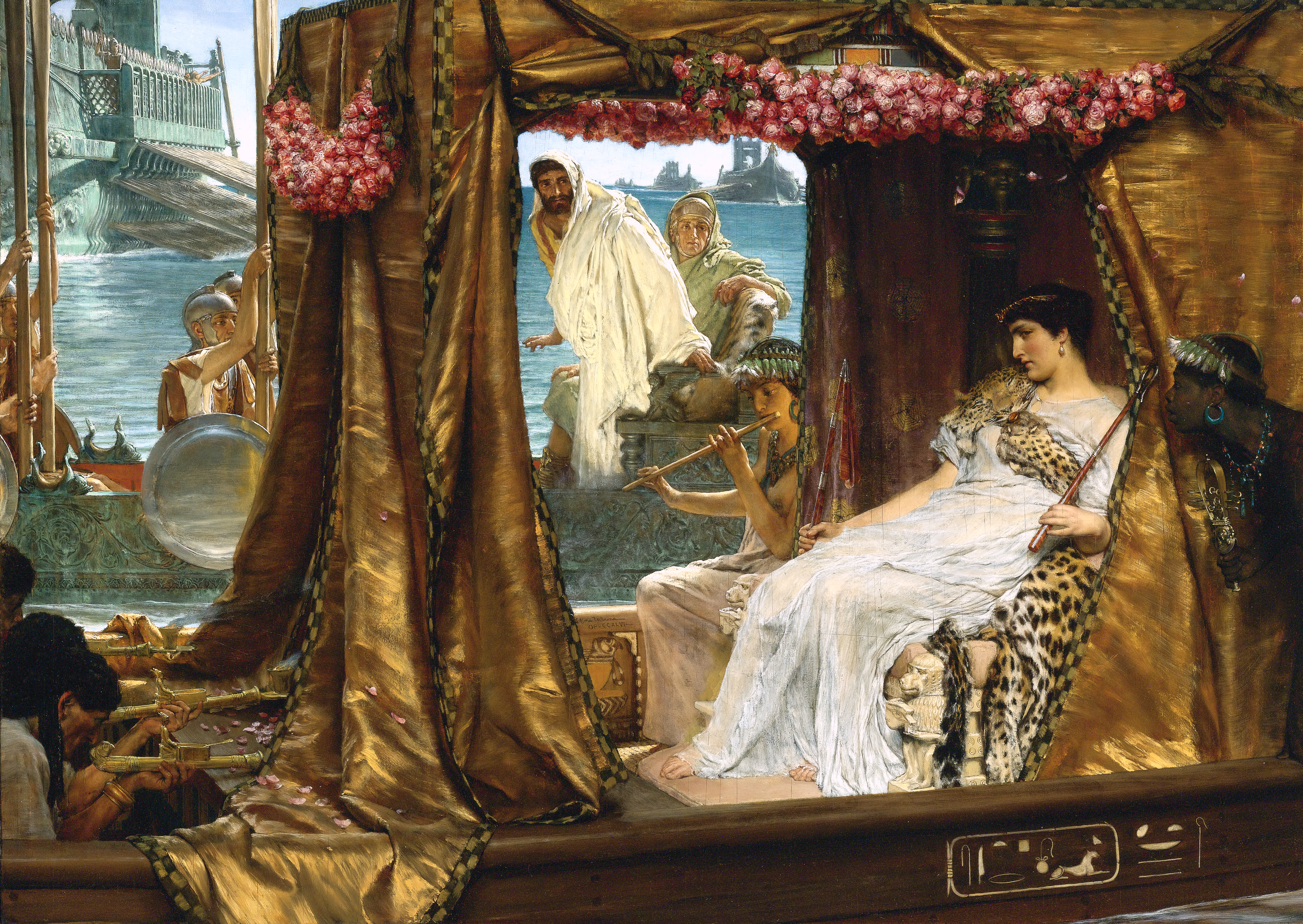
Antonio y Cleopatra, por Lawrence Alma-Tadema. Conocido por Plutarco y dramatizado por Shakespeare, el encuentro de Cleopatra con Marco Antonio en el Nilo personificó el concepto de tryphé, elevando la escena de la procesión de Antonio en una gran exhibición de riqueza y elegancia, proporcionando un espectáculo emocionante para los asistentes al evento y mostrando una feminidad vaporosa que llevó a muchos romanos a considerar el tryphé como un signo de afeminamiento y debilidad cuando, en todo caso, camuflaba el poder desenfrenado.

Tryphé (en idioma griego: τρυφἠ), traducido diversamente como suavidad, voluptuosidad, magnificencia y extravagancia, aunque ninguno totalmente certero, es un concepto relacionado con el actuar de un gobernante o autoridad mostrando excesivamente su esplendor y brillantez, mediante la exhibición ostentosa de su riqueza y fortuna. Proviene del verbo tryphao, que puede ser traducido como «vivir lujosa o suntuosamente».
Este comportamiento llamó la atención (y crítica severa) en la antigüedad romana, cuando se convirtió en un factor significativo en el reinado de la dinastía ptolemaica. Fue considerado como una calculada estrategia política, en el sentido de que desplegaba no solo el consumo conspicuo sino también simbolizaba magnificencia, así como beneficencia y una delicadeza refinada, como un conjunto de ideas propagandísticas con señales autoreforzantes de la dinastía ptolemaica.
Autores clásicos como Esquines y Plutarco condenaron el tryphé de los romanos como Craso y Lúculo, que incluía la preparación de fastuosas cenas y la construcción de edificios ostentosos, lo que llevó a que se asociara también con la tiranía y los excesos de la monarquía. Isócrates, a su vez, consideraba que los persas, cuya riqueza era legendaria, habían caído en la ruina por su tryphé, y otros historiadores describieron la delgada línea que separaba el ploutos (riqueza) de la tryphé y de la apoleia (destrucción).
Con todo, el concepto no era completamente negativo, pues en algún momento se asoció con el concepto de areté, o excelencia aristocrática. Asimismo, en Gorgias, Calicles enlaza la idea de tryphé con hedone (placer) y eleutheria (libertad), en el sentido que un hombre libre no debería encarcelar sus apetitos, y que aquellos sin poder eran quienes no podían satisfacer sus propios deseos, considerándose la manifestación del lujo como una señal de autonomía.